# Идоли
ВИС Идоли је била музичка група из Београда. Група је постојала од 1. марта 1980. године до краја марта 1984. године.

## Историјат

### Мерлин и Звук улице
Корен Идола се може пронаћи у бенду Мерлин (не истоимени сарајевски бенд) и Звук Улице, који се састојао од Владе Дивљана као гитаристе и певача, басисте Зденка Колара, клавијатуристе Драгана Митрића, бубњара Кокана Поповића, Боре Антиће саксофонисте и Драгане Милковић на клавиру и вокалима. Састав је свирао комбинацију џеза и поп рока. Поред извођења познатих страних песама из шездесетих година, састав је писао сопствене песме. Појавили су се на BOOM фестивалу 1978. године у Новом Саду, а следеће године на Зајечарској гитаријади. Иако је састав снимио материјал у Радију Београд, ништа од тога није било издано. Митрић је отишао у Булевар, а Поповић у бенд Слађане Михајловић.

### ВИС Дечаци и формирање бенда
Прва идеја за формирање Идола се јавила 1979. године, када је омладински часопис издао фотографије састава званог „Дечаци“, кога су чинили будући чланови Идола. Фотографије су садржале духовите коментаре, на пример 8. марта 1979. године на једној фотографији је писало „Дечаци еманципују жене.“ Истовремено у Београду на зидовима разних зграда су се појавили графити који су најављивали формирање бенда. Један од њих („Маргита је дечак“) је био први графит у Београду посвећен Маргити Стефановић, која је постала касније клавијатуриста састава Екатарина Велика. Други су били на пример: „Дечаци не плачу“ или „Срђане буди човек.“ Створивши медијску кампању и задобивши пажњу јавности, састав је требало да докаже своје постојање и почне да свира.
„ВИС Идоли“ су званично формирани 1. марта 1980. године у Београду, где су имали своју прву пробу. Првобитни састав су чинили другови из основне школе: Влада Дивљан (гитара, вокали), Зденко Колар (бас-гитара), Божа Јовановић (бубњеви) и Дивљанов средњошколски пријатељ Срђан Шапер (синтисајзер, удараљке, вокали) и Небојша Крстић (удараљке). У исто време састав је сарађивао са Драганом Папићем, који је на неки начин био њихов медијски активиста. Састав је врло добро манипулисао медијима. На пример, често би најављивали промену имена састава, а нека од тих имена би била: „Аполони 5“ или „Идоли плус брадоње“, алудирајући на браде које су носили тада Јовановић и Колар.
Састав је први пут одржао свирку јуна 1980. године у СКЦ-у, са водећим саставима српског новог таласа. После месец дана постојања, састав је издао први сингл уз магазин Видици са две песме на А страни, „Помоћ, помоћ“ и „Ретко те виђам са девојкама“, док је на Б страни била поема „Поклон“ Слободана Шкеровића.
Раставши се са Папићем, састав је снимио још једну песму на Б страни названу Маљчики, али овог пута у Загребу са Гораном Бреговићем као продуцентом. У Суботици, крајем 1980. су се појавили на фестивалу „Омладина,“ где су се групе новог таласа из Београда и Загреба састале први пут. Наступали су са песмом Зашто су данас девојке љуте? и добили трећу награду публике.
Идоли, заједно са Електричним оргазмом и Шарлом Акробатом, су учествовали у пројекту названом Пакет аранжман са 4 песме: „Schwule Über Europa“ (срп. Досада над Европом), која пародира однос Југословена према Немцима, „Пластика,“ „Маљчики“ (срп. Дечаци) и „Америка.“ Промоцијски видео за песму „Маљчики“ је забрањен да се приказује на телевизији и неким радијским станицама после интервенције совјетске амбасаде.

### Комерцијални успех
Састав је имао први независни концерт 25. јуна у башти београдског СКЦ-а. Препродавци карата су продавали карте по четири пута већој цени. Предгрупе су били Безобразно зелено, ВИА Талас, Марко Брецељ и Фео Воларић.
Следеће издање је био истоимени ЕП, који је садржао четири песме укључујући и песме Чака Берија „Come On“ (срп. Хајде) и Дарка Краљића „Девојко мала" (са два различита видео-спота). Чланови групе Филм су били гости. Младен Јуричић (знан као и Макс Вилсон) је свирао хармонику, а Јуриј Новоселић (такође знан као и Кузма Видеосекс) је свирао оргуље. Продуцент плоче је био још један члан „Филма“ Иван Станчић Пико. Омот албума је слика Лежећи акт сликара Амeдеа Модиљана. Југотон је касније реиздао ЕП додавши и ЕП  групе "Филм" снимљен уживо у Кулушићу,  као компилацијски албум Заједно. На турнеју са Филмом су ишли 1981. када су путовали бродом и свирали у приморским летовалиштима. На лето 1981. нови бубњар је постао Кокан Поповић који је претходно свирао са Дивљаном и Коларом у „Мерлину“ и „Звуку улице.“
Бенд је почео да снима свој први албум на јесен 1981. са Гораном Вејводом и Душаном Михајловићем Спиром који је требало да буде асистент продуцента, јер су хтели сами да сниме плочу. После кратког периода Михајловић је напустио бенд и једини асистент је био Миле Милетић Пиле. Снимање албума је трајало више од 400 сати, чим је постигнут рекорд у бившој Југославији. Гости на албуму су били Беби Дол, која је била пратећи вокал на песми „Одбрана,“ као и Вук Вујачић, Горан Грбић и Слободан Гроздановић, који је свирао бас-гитару у песми „Сенке су другачије.“ Одбрана и последњи дани је изашао почетком 1982. Добио је име по истоименом роману Борислава Пекића, на којем је и био заснован. То је компликован концепцијски албум, који се бави једним антрополошким прилазу ка православљу. Песма „Последњи дани“ је првобитно била названа „Маршал“ и била је посвећена преминулом југословенском председнику Јосипу Брозу Титу. Детаљ са тканине Светог Николе је искоришћен као омот, а назив је био исписан ћириличним словима сличним онима у Мирослављевом јеванђељу. Састав је освојио награду за најбољи албум и најбољи омот албума 1982. године. Критичари југословенског рока су 1986. године изгласали овај албум као најбољи југословенски рок албум двадесетог века.
Јула 1982. године, Зденко Колар је отишао да одслужи војни рок, а за његову замену је изабран басиста Булевара Бранко Исаковић. Група је почела да снима нови албум у Лондону, са продуцентом Бобом Пејнтером. Иако су променили стил у поп/рок, Чоколада је освојила платинасто издање, а истоимена песма са албума је постао групин највећи комерцијални хит. По издавању албума настао је мали скандал о песмама које је компоновао Душан Гездић за састав ВИА Талас, а Шапер их је навео као песме Идола. Међутим, Герзић је наведен као један од писаца на песми „Бамбина,“ која је издата као сингл. За ову плочу Дивљан је написао једино песме „Радостан дан,“ „Ветар и заставе“ и „Ја сам ту“ (где је додао стих преузет из песме Мише Ковача „Плакат ће зора“), јер је требало да дипломира на Факултету рударства и геологије на Београдском универзитету. Истовремено Шапер је дипломирао за филмског редитеља. На албуму је гостовала Вивиен Голдман, као пратећи вокал и продуцент Боб Пејнтер, који је свирао клавијатуру. Првобитна идеја је била да се изда дупли ЕП назван „У граду без сна,“ али Југотон ју је одбацио и издао је цели албум.

## Чланови групе
Чланови групе су били:
- Божа Јовановић (бубњеви; 1980-1981),
- Кокан Поповић (бубњеви; 1981-1984),
- Небојша Крстић (удараљке и глас),
- Срђан Шапер (синтисајзер, удараљке и глас),
- Зденко Колар (бас-гитара; 1980-1982),
- Бранко Исаковић (бас-гитара; 1983-1984),
- Влада Дивљан (гитара и глас),
- Горан Вејвода (гитара, клавијатуре) - пуноправан члан групе кратко 1982. године.

## Дискографија

### Синглови
- Помоћ, помоћ / Ретко те виђам са девојкама[б] (Изглед, 1980) - поклон плоча уз часопис „Видици“ (мај 1980)
- Маљчики[в] / Ретко те виђам са девојкама[г] (Југотон, 1981)
- Бамбина / Странац у ноћи (Југотон, 1983) - промотивни сингл, касније у слободној продаји
- Она то зна / Љубави (Југотон, 1985) - поклон плоча уз часопис „Jukebox“

### Мини албуми ()
- ВИС Идоли (Југотон, 1981)

### Албуми
- Београд - Пакет Аранжман (разни извођачи, Југотон, 1981) - учешће
- Одбрана и последњи дани (Југотон, 1982)
- Чоколада (Југотон, 1983)
- Шест дана јуна (Југотон, 1985) - учешће; албум објављен под фирмом ВИС Идоли иако група није постојала